# Microsema vulgaris
Microsema vulgaris là một loài bướm đêm trong họ Geometridae.